# Mehringdamm (métro de Berlin)
Mehringdamm est une station des lignes U6 et U7 du métro de Berlin, située dans l'arrondissement de Friedrichshain-Kreuzberg.

## Histoire
La station est ouverte le 19 avril 1924 sous le nom de Belle-Alliance Straße lors de l'extension de la ligne C (actuelle ligne U6) de Hallesches Tor à Gneisenausstraße. Dès l'origine, elle est prévue pour être le point de séparation entre deux branches desservant Neukölln et Tempelhof, si bien qu'elle est édifiée avec trois voies à quai. Dans un premier temps cependant, seule la branche de Neukölln est exploitée.
L'exploitation en fourche commence le 14 février 1926 avec l'ouverture de la branche de Tempelhof jusqu'à l'actuelle station Platz der Luftbrücke. Les trains en direction des deux branches stationnent indifféremment sur la voie côté ouest, tandis que dans l'autre sens, côté est, les trains en provenance de Neukölln et de Tempelhof stationnent chacun sur une des voies encadrant un quai central
À une date inconnue, entre le 17 avril et le 7 mai 1945, durant la Seconde Guerre mondiale, la station subit un bombardement qui détruit une partie de la voûte. Le trafic reprend le 11 juin 1945.
En 1946, la station est renommée Franz-Mehring-Straße avant de prendre son nom actuel, Mehringdamm, en 1947.
La station est profondément modifiée en 1966 lors de la construction de la ligne U7, qui implique la séparation de la branche de Neukölln de la ligne U6 et sa transformation en une ligne indépendante. Afin de séparer les trafics des deux lignes, une quatrième voie est édifiée le long du quai occidental en respectant le style historique. Dans le même temps, les quais sont allongés de 80 m à 105 m pour accueillir des trains de 7 voitures. Une fois les travaux achevés, le plan des voies est réorganisé. Les trains de la ligne U6 stationnent dorénavant sur les voies extérieures et ceux de la ligne U7 sur les voies intérieures, permettant des correspondances quai-à-quai.